# Часниковий сік
«Часниковий сік» — збірка віршів українського письменника Івана Андрусяка, опублікована в 2004 році видавництвом «Факт» (Київ).
Художнє оформлення виконала Уляна Мельникова. Книжка вийшла в продюсованій Тарасом Федюком серії Асоціації українських письменників «Зона Овідія».
Назву збірки витлумачено в анотації:
«Поет Іван Андрусяк у своїй новій книжці «Часниковий сік» відчитує «час теперішній крізь овид часу вічного», додаючи «бодай дещицю здорового часникового духу» в постмодерну стихію смоґу й міазмів. Позначене аванґардовим художнім мисленням, його письмо базується на класичних традиціях української поетики».
Збірку склали два розділи: "Часниковий сік" - вірші 2001-2004 років; та "Овид" - вибрані вірші з попередніх збірок автора.

## Відгуки критики
Марія Криштопа:
|  | Часник відлякує упирів і вужів, його носять дівчата і молодиці у станиках, аби хтось не зурочив. Часник – оберіг. Поезія – оберіг. Ця збірка – химерне поєднання язичництва й християнства, голосів предків і боротьби самого із собою. “Прости мені, Дажьбоже чи Єгово, / Прости мені за те, що я мовчав”. |

Роман Кухарук:
|  | „Часниковий сік” є добрим набутком як поезії загалом, так і Андрусяка зокрема. Він не тільки поет стихії, він через цю стихію проривається у вічне, а це, повірте, вищий у поезії пілотаж: „і тільки далі незборимо далі тебе мізерна пташка не спиня і тільки тонко гнеться у повітрі сюркочучи розбризкані лади і так нестерпно хочеться повірте не наступити на її сліди”, „а ти мені хоч дерева налий лише такого щоб не говорило”, „Я довго знав, що буду жити довше (...) І тільки кадуб жовтої труни, і під ногами миші яворові. А сни виходять в заміть, і по них ні сліду не лишається, ні крові”, „доопріч нас – чи перед усіма, чи над усім, чи просто так – в усьому. не втома крику, а некрику втома така сама, як істина – сама. і снитися – бо Ти іще до сну, і слухати, допоки Ти опісля збираєш пісню пальцями – бо пісню, і тінь перегортаєш – бо пісну. Осипляться пелюстки цих пісень, затопчеться посіяне насіння. мій Господи, заговори до тіні! вона бодай відбиток їх несе”. |

## Видання
- Іван Андрусяк, Часниковий сік: вірші;— К.: Факт, 2004.